# Ethnicity
Ethnicity es el álbum de estudio # 13 creado por Yanni, lanzado bajo el sello Virgin Records en 2003, extendiendo su filosofía "One World, One People" ( " un Mundo, Una Persona " ).  El álbum alcanzó el lugar # 27 en el Billboard's "Top Internet Albums"  y  el lugar  # 27 en la lista de "Billboard 200" en 2003. también alcanzó el puesto # 1 en el "Top New Age Albums" en 2004. 

## Lista de canciones
1. "Rite of Passage"
2. "For All Seasons"
3. "The Promise"
4. "Rainmaker"
5. "Written on the Wind"
6. "Playing By Heart"
7. "At First Sight"
8. "Tribal Dream"
9. "Almost A Whisper"
10. "Never Too Late"
11. "Play Time"
12. "Jivaeri (Jiva-eri)"